# Elena Ovtchinnikova (escalade)
Pour les articles homonymes, voir Ovtchinnikova.
Elena Ovtchinnikova née en 1965, est une grimpeuse américaine.

## Palmarès

### Championnats du monde
- 1999 à Birmingham,  Royaume-Uni
  -  Médaille de bronze en difficulté

### Championnats d'Europe d'escalade
- 1992 à Francfort,  Allemagne
  -  Médaille d'or en vitesse

### X Games
- 1995, 1996 et 1998 - 1re place